# Pistolet maszynowy Baksan
Baksan – pistolet maszynowy zaprojektowany w rosyjskich zakładach NIIST w Klimowsku w latach 90. Baksan posiadał gniazdo magazynka w chwycie pistoletowym, zewnętrzny zamek (podobnie jak polski PM-63) i składaną kolbę wzorowaną na zastosowanej w Sa vz.61 Škorpion.
Baksan był zasilany amunicją 9 × 21 mm SP-10 (wersja dla formacji rosyjskich) lub 9 × 19 mm Parabellum (wersja eksportowa).
Pistolet maszynowy Baksan nie był produkowany seryjnie.